# Štěpánka Hilgertová
Pour les articles homonymes, voir Hilgertová.
Štěpánka Hilgertová, (), née le 10 avril 1968 à Prague, est une kayakiste tchèque de slalom, double championne olympique. 

## Biographie
Elle est la porte-drapeau de la République tchèque aux Jeux olympiques d'été de 2008.

## Palmarès

### Jeux olympiques d'été
- Médaille d'or aux Jeux olympiques de 1996 à Atlanta,  États-Unis
- Médaille d'or aux Jeux olympiques de 2000 à Sydney,  Australie
- 4e aux Jeux Olympiques de 2012 à Londres,  Royaume-Uni
- 5e aux Jeux olympiques de 2004 à Athènes,  Grèce
- 9e aux Jeux olympiques de 2008 à Pékin,  Chine
- 12e aux Jeux olympiques de 1992 à Barcelone,  Espagne

### Championnats du monde
- Médaille d'or en K1 par équipe aux Championnats du monde 2015 à Londres,  Royaume-Uni
- Médaille d'or en K1 par équipe aux Championnats du monde 2013 à Prague,  Pologne
- Médaille d'or en K1 par équipe aux Championnats du monde 2010 à Tacen,  Slovénie
- Médaille d'or en K1 par équipe aux Championnats du monde 2005 à Penrith,  Australie
- Médaille d'or en K1 par équipe et  Médaille d'or en K1 au Championnat du monde 2003 à Augsbourg,  Allemagne
- Médaille d'or en K1 au Championnat du monde 1999 à La Seu d'Urgell,  Espagne
- Médaille d'argent en K1 par équipe au Championnat du monde 2007 à Foz do Iguaçu,  Brésil
- Médaille d'argent en K1 par équipe au Championnat du monde 2006 à Prague,  République tchèque
- Médaille d'argent en K1 au Championnat du monde 1997 à Três Coroas,  Brésil
- Médaille d'argent en K1 par équipe au Championnat du monde 1991 à Tacen,  Yougoslavie
- Médaille de bronze en K1 au Championnat du monde 2007 à Foz do Iguaçu,  Brésil
- Médaille de bronze en K1 par équipe au Championnat du monde 1989 à Bloomington,  États-Unis

### Championnats d'Europe
- Médaille d'or en K1 par équipe en 2014 à Vienne,  Autriche
- Médaille d'or en K1 par équipe en 2011 à La Seu d'Urgell,  Espagne
- Médaille d'or en K1 en 2008 à Cracovie,  Pologne
- Médaille d'or en K1 par équipe en 2002 à Bratislava,  Slovaquie
- Médaille d'or en K1 en 2000 à Mezzana,  Italie
- Médaille d'or en K1 par équipe en 1998 à Roudnice nad Labem,  Tchéquie
- Médaille d'or en K1 par équipe en 1996 à Augsbourg,  Allemagne
- Médaille d'argent en K1 par équipe en 2006 à L'Argentière-la-Bessée,  France
- Médaille d'argent en K1 en 2005 à Tacen,  Slovénie
- Médaille d'argent en K1 par équipe en 2000 à Mezzana,  Italie
- Médaille d'argent en K1 en 1998 à Roudnice nad Labem,  Tchéquie
- Médaille d'argent en K1 en 1996 à Augsbourg,  Allemagne
- Médaille de bronze en K1 par équipe en 2013 à Cracovie,  Pologne
- Médaille de bronze en K1 en 2007 à Liptovský Mikuláš ,  Slovaquie
- Médaille de bronze en K1 en 2002 à Bratislava,  Slovaquie

## Distinction personnelle
- Porte drapeau des Jeux olympiques de 2008 de Pékin

## Famille
Elle est la femme du kayakiste Luboš Hilgert, la mère du kayakiste Luboš Hilgert et la tante de la kayakiste Amálie Hilgertová,.